# Geldrop
Geldrop is een plaats in de gemeente Geldrop-Mierlo, in de Nederlandse provincie Noord-Brabant. Geldrop is gelegen aan het Eindhovensch Kanaal en wordt doorsneden door de Kleine Dommel en de spoorlijn Eindhoven - Weert. Per 2023 telt de plaats 29.245 inwoners. Geldrop ligt in het zuidoosten van Nederland, ongeveer zes kilometer ten zuidoosten van Eindhoven. Historisch gezien is Geldrop ontstaan uit 3 kernen: Het eigenlijke Geldrop, Braakhuizen, dat ten oosten van de Kleine Dommel ligt en Hoog Geldrop ten westen van de spoorlijn, de belangrijkste nederzetting van de vroegere gemeente Zesgehuchten.
De gemeente Geldrop verenigde zich in 1921 met Zesgehuchten, waarvan het echter in 1972 weer een deel verloor aan de gemeente Eindhoven, met daarop de wijk Tivoli en de gehuchten Riel en Gijzenrooi. Op 1 januari 2004 fuseerde ze met Mierlo tot Geldrop-Mierlo.

## Ligging
Geldrop ligt in De Kempen, tussen Eindhoven en Mierlo. Daarnaast ligt het aan de spoorlijn Eindhoven - Weert en aan de A67 van Eindhoven richting Venlo.
Nabijgelegen kernen zijn Nuenen, Tongelre, Aalst, Stratum, Heeze, Mierlo, Eeneind en Tivoli.

## Naam
De naam Geldrop betekent vermoedelijk: 'Gelders dorp'. Geldrop was vroeger een enclave van het hertogdom Gelre in het Brabantse land. Daarbij is een metathese van de r opgetreden. De plaats Geldrop staat echter als Geeldorp vermeld op een landkaart van Blaeu (Quarta pars Brabantiae cujus caput Sylvaducis) uit 1645. Taalkundig is deze atlas echter geen graadmeter. Een plaquette op het Kasteel Geldrop vermeldt de naam Geldorp.
Tot het eind van de 20e eeuw was gedurende langere tijd de opvatting dat de naam zijn oorsprong had in 'Gelle dorp', waarbij 'gelle' een moerasachtig, drassig gebied zou zijn. Hier is etymologisch echter geen bewijs voor. Hele gebieden rond de Kleine Dommel liepen van oudsher regelmatig onder water. De namen Braakhuizen, huizen in het Brak, en Goorstraat, straat naar het Goor, herinneren hier nog aan. Een hogere plek bleef droog. In Geldrop draagt deze nu nog de naam Heuvel.

## Geschiedenis

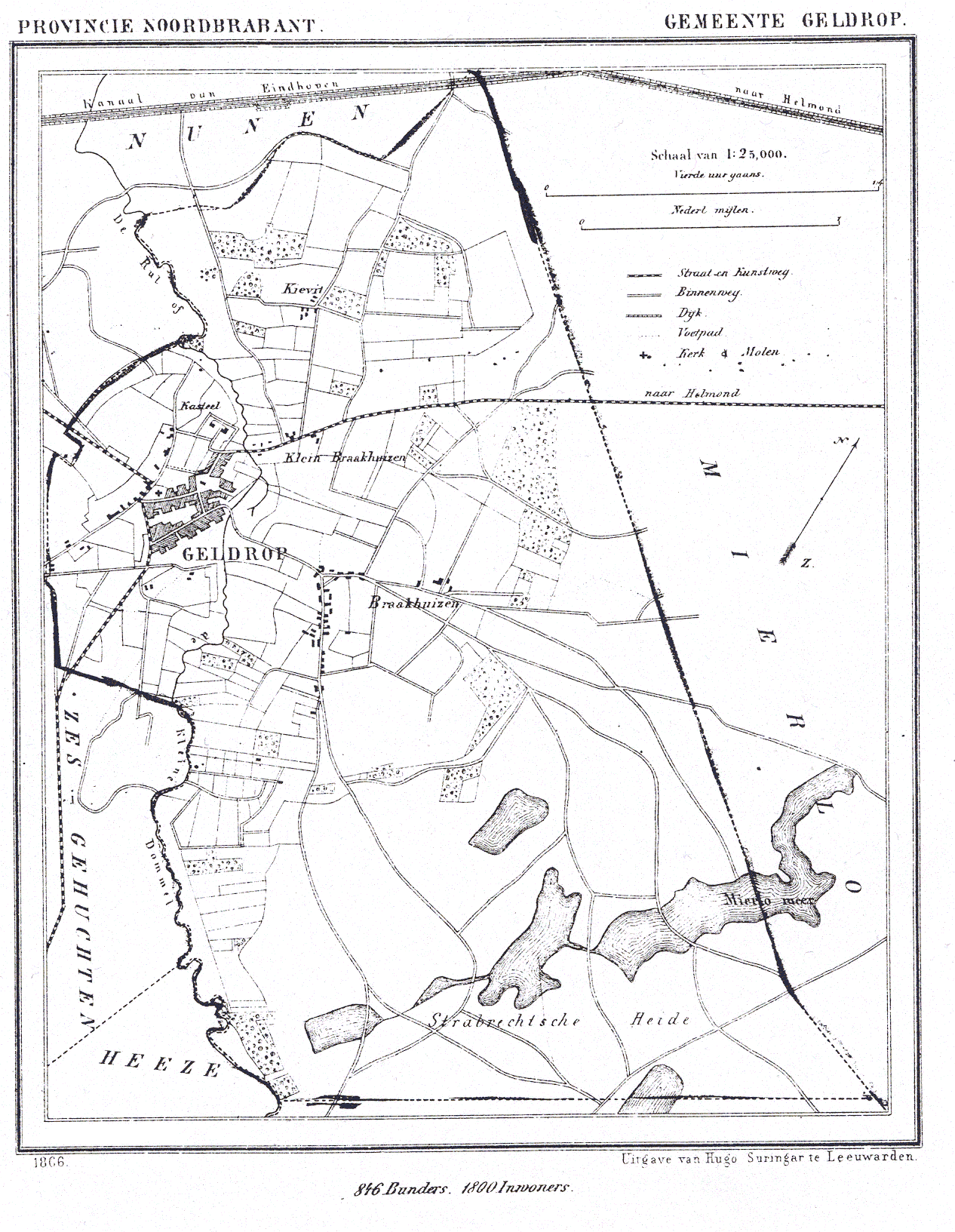
Geldrop in 1866

De exacte ouderdom van Geldrop is niet bekend. In de loop der tijd zijn er in Geldrop verschillende archeologische vondsten gedaan die getuigen van prehistorische bewoners. Waar ruim 10.000 jaar geleden rendierjagers van de zogenaamde Ahrensburgcultuur hun tenten plaatsten, zijn op Geldropse grond onder andere twee slagstenen met gravures gevonden. Op één ervan is een rendiergewei afgebeeld, op de ander een dansend meisje, dat wel 'Venus van Mierlo' wordt genoemd. In het zuiden van Zesgehuchten zijn vondsten gedaan die duiden op kleine nederzettingen uit de nieuwe steentijd (ongeveer 3000 voor Christus). Vondsten uit de Romeinse tijd en de vroege middeleeuwen zijn aangetroffen ter hoogte van Genoenhuis en Hoog Geldrop. In het najaar van 1989 zijn nabij 't Zand archeologische opgravingen uitgevoerd. Deze hadden een opmerkelijk resultaat. Er werden vier nederzettingen aangetroffen uit de laat-Romeinse tijd en de middeleeuwen: een tijdvak dat de jaren beslaat tussen 350 en 1225 na Christus.
Het dorp Geldrop is via schriftelijke bronnen bekend sinds 1296. Het maakte deel uit van de gelijknamige heerlijkheid. Deze viel officieel onder Gelre, maar was omsloten door Brabants gebied. Hoog Geldrop vormde weliswaar met Geldrop één parochie, maar bestuurlijk behoorde dit tot de heerlijkheid Heeze, Leende en Zesgehuchten. De heren van Geldrop bezaten een kasteel en hadden het recht om de pastoor te benoemen.
In de loop van de 14e eeuw werden pogingen ondernomen om het gebied bij Brabant te betrekken. Of dit uiteindelijk officieel gelukt is, is niet duidelijk. Wel werd de heerlijkheid in 1462 verkocht aan Philips van Horne, die ook heer was van Heeze, Leende en Zesgehuchten. Sindsdien behoorde het gebied bestuurlijk tot de Meierij van 's-Hertogenbosch. De schepenbank van het dorp bestond al voor 1371. De schepenen zegelden met het gemeenschappelijk zegel, niet met hun eigen wapens. De oudst bewaarde zegelafdruk dateert uit 1561 en vertoont een schild met 3 harten. Gezien de spelling op het zegel (Gheldrop in plaats van Geldrop) is het na 1400 gesneden. Ook het tweede zegel, uit 1616, vertoont zeer duidelijk harten. Dit zegel bleef in gebruik tot de Bataafse Republiek. De Hornes, die meestal in Gaasbeek verbleven, lieten zich door een schout vertegenwoordigen.
Na de onthoofding van Willem van Horne, heer van Heeze enzovoort, wegens landverraad in 1580 te Le Quesnoy, werden beide heerlijkheden door landvoogd Parma aan verschillende takken van de Hornes toegewezen. Geldrop bleef in het bezit van Horne tot 1768. Daarna werd de heerlijkheid verkocht aan particulieren en in 1810 afgeschaft door de Fransen.
De reformatie is nooit sterk geweest in Geldrop. Een beeldenstorm heeft er nimmer plaatsgevonden. Geldrop was tijdens de retorsieperiode (1629-1648) een toevluchtsoord voor enkele katholieke bisschoppen die uit 's-Hertogenbosch waren verdreven.

### Kerk

#### Katholiek
In de 14e eeuw werd in Geldrop een dorpskerk gebouwd, op de plaats van de huidige Sint-Brigidakerk. Deze kwam in 1648 in handen van de hervormden, die met te weinigen waren om de kerk te onderhouden. De katholieke godsdienst werd onderhouden door de Duitse Orde te Gemert en door de Franciscanen uit Weert, gebieden waar katholieke godsdienstoefeningen mochten worden gehouden. In 1671 bouwden de katholieken een schuurkerk op het terrein van het kasteel. Ondanks teruggaaf van de oude kerk aan de katholieken in 1798 bleef de schuurkerk tot 1823 in gebruik. In 1849 werd in de oude kerk een Vollebregt orgel geplaatst. Eind 19e eeuw wilde men de kerk afbreken, met behoud van de toren. Deze werd na een storm in 1887 echter zo zwaar beschadigd, dat ze eveneens werd gesloopt. In 1891 werd de nieuwe en huidige Sint-Brigidakerk ingezegend, een ontwerp van architect Carl Weber. Het orgel was opgeslagen en werd, in gewijzigde vorm, in de nieuwe kerk geplaatst. Dit orgel wordt het Vollebregt-Smitsorgel genoemd.
In 1855 kwamen zes Zusters van Liefde van Schijndel naar Geldrop om kleuteronderwijs en bejaardenverzorging op zich te nemen. Zij stichtten in 1874 een nieuw klooster, waar men zich ook op ziekenverzorging toelegde. In 1931 werd in hun opdracht het Sint Annaziekenhuis opgericht, dat ook tegenwoordig nog bestaat.

#### Protestants
De wortels van de Protestantse Gemeente Geldrop gaan terug tot 1649. Toen werd de toenmalige Sint-Brigidakerk genaast door de protestanten. Het interieur werd aangepast en de Statenbijbel die toen gebruikt werd bestaat nog steeds. Omdat er slechts 10 tot 20 protestanten in Geldrop woonden kon de kerk niet goed worden onderhouden. Wel was er een eigen predikant. In 1795 kregen de katholieken hun kerk terug en gingen de Geldropse hervormden samen met Nuenen en Mierlo. In 1824 werd het Van Goghkerkje te Nuenen voor deze gemeente gebouwd. Geldrop had geen protestantse kerk totdat Hubertus Paulus Hoevenaar kasteelheer van Geldrop werd. Hij liet in 1874 op het terrein van het kasteel aan de Hofstraat een eigen kerkje bouwen dat bekendstond als het kerkje van de baron. Ook nam het aantal protestanten geleidelijk toe door de industrialisatie van Geldrop en later door de komst van forenzen die in Eindhoven bij Philips en DAF werkzaam waren. In de jaren 30 van de 20e eeuw werd bovendien de wijk Tivoli gebouwd, die tot 1972 bij de (burgerlijke) gemeente Geldrop behoorde maar daarna bij Eindhoven werd gevoegd. In Tivoli kwam in 1950 een houten kerkje (het Tivolikerkje) dat in 1974 aan de Eindhovense protestantse gemeente werd overgedragen. In 1983 werd dit gebouw gekocht door een evangelicaal kerkgenootschap en ging voortaan De Fontein heten.
In 1880 trachtte Anna Maria Catharina Marciena Holmberg de Beckfeld, de kasteelvrouwe van Geldrop, te komen tot een Vrije Gereformeerde Gemeente in Geldrop. Deze had van 1884-1898 een eigen dominee. Toen deze vertrok sloot de VGG zich weer bij de Geldropse hervormden aan, maar niet lang daarna splitsten de Gereformeerden zich weer af en kerkten voortaan in Helmond, later in Eindhoven. In 1945 begon de Gereformeerde Kerk van Eindhoven ook kerkdiensten in Geldrop te verzorgen en in 1967 werd de Gereformeerde Kerk Geldrop-Heeze zelfstandig. De Geldropse Hervormden werden in 1947 zelfstandig en de gemeente omvatte ook Heeze en Tivoli.
In 1970 gingen Hervormden en Gereformeerden samen in een federatief verband, Evangelische Kerkengemeenschap Geldrop genaamd. Dit was een van de eerste landelijke toenaderingen aan de basis, die uiteindelijk resulteerde in de kerkfusie van 2004 die zou leiden tot de vorming van de Protestantse Kerk in Nederland.
Om verkeerstechnische redenen werd de kerk aan de Hofstraat gesloopt in 1964 en een nieuwe kerk werd gebouwd, de Goede Herderkerk. Door voortgaande groei van Geldrop en het aantal protestanten kwam er in 1973 een tweede kerk,  't Kruispunt genaamd, gelegen aan de Slachthuisstraat nabij het centrum. De groei bleek echter te zijn overschat en het kerkbezoek liep terug. Daarom werd in 1992 de Goede Herderkerk afgestoten. Deze werd gesloopt in 1995.

### Kasteel
Het kasteel werd voor het eerst vermeld in 1403, maar het bestond toen vermoedelijk al veel langer. Nadat het in 1462 aan de Hornes was gekomen, kwam het onder Brabantse zeggenschap. Tijdens de Gelderse Oorlogen werd het beschoten door de Geldersen. Het kasteel had oorspronkelijk een hoge donjon, die zeker tot in 1825 nog intact was, maar later is afgebroken.
Bisschop Michael Ophovius van Bisdom 's-Hertogenbosch, die in 1629 verjaagd was door Frederik Hendrik uit 's-Hertogenbosch, vond van 1631 tot 1636 onderdak in het kasteel van Geldrop, voordat hij naar Antwerpen vertrok.
Na de afschaffing van de heerlijkheid bleef het kasteel in het bezit van de betreffende familie. In 1881 trouwde de kasteelvrouwe met Hendrik baron van Van Tuyll van Serooskerken. Dit echtpaar kwam in 1912 op het kasteel wonen. Hun zoon Jan trouwde met jonkvrouwe Carolina Quarles van Ufford. Het paar bleef het kasteel bewonen. Uiteindelijk verkochten ze het in 1974 aan de gemeente onder voorwaarde dat het tot nut van de gemeenschap zou blijven voortbestaan. In 1977 werd het kasteel gerestaureerd.

### Wijken en gehuchten
- Akert
- Braakhuizen
- Braakhuizen-Noord
- Braakhuizen-Zuid
- Centrum
- Coevering
- Genoenhuis
- Gijzenrooi
- Hoog Geldrop
- Hout
- Hulst
- Skandia
- Zesgehuchten

### Bedrijventerreinen
- De Barrier
- De Hooge Akker
- De Spaarpot
- Emopad
- Hulst/Vlier

## Economie
Geldrop kent veel nijverheid. Industrie vindt men vooral in het noorden van Geldrop, tussen de woonwijken en het Eindhovens Kanaal. Verder kent men in Geldrop een gevarieerde lichte industrie.
Een greep uit de industriële activiteiten:
DAF (trucks en de divisie 'special products'), bevindt zich tussen de Geldropseweg en het Eindhovens Kanaal, deels op het grondgebied van Geldrop. Special products zijn geavanceerde mechanische producten, zoals landingsgestellen voor straaljagers.
Van belang is de fabricage van landbouwwerktuigen (trommelmaaiers, maishakselaars en balenpersen). In Geldrop worden jaarlijks 4000 trommelmaaiers, 1500 ronde balenpersen, 500 maïshakselaars en een 150-tal grootpakpersen geproduceerd. Deze worden vervaardigd door Kuhn, een bedrijf dat in Geldrop 330 medewerkers heeft (2010). Het Geldropse bedrijf is voortgekomen uit P.J. Zweegers & Zoonen, later Kverneland Group geheten.
Voorts is er recycling en afvalverwerking (Renewi voorheen Van Gansewinkel / Hoogers).
Kunststoffenindustrie, zoals sanitair en antistatische haspels, met name Tiger, opgericht in de jaren 50 van de 20e eeuw als 'Tijger Plastics' en sedert 1955 in Geldrop gevestigd. Het heeft kort de naam 'Tiger Plastics' gehad, een Amerikaans bedrijf had een naam die hier sterk op leek.
Koninklijke Peijnenburg B.V., een familiebedrijf dat ontbijtkoek vervaardigt, sedert 1883 geëvolueerd vanuit een bakkerij. De fabriek ligt aan de Nieuwendijk.
In het verleden heeft ook Philips een vestiging in Geldrop gehad, waar synchro-cyclotrons werden gebouwd.

### Textielnijverheid
De textielnijverheid is eeuwenlang de hoofdbron van inkomsten geweest voor Geldrop. Geldrop kende textiel-, en dan vooral lakennijverheid sedert het einde van de 16e eeuw, en de textielindustrie bleef bestaan tot in de tweede helft van de 20e eeuw. Zesgehuchten is al deze tijd agrarisch geweest. Geldrop heet daarom tijdens carnaval Lappegat, zoals Eindhoven tijdens carnaval Lampegat heet.
Aanvankelijk was deze in handen van kooplieden die werk uitbesteedden aan thuiswerkers. Onder invloed van enkele kooplieden werd de textielnijverheid gemoderniseerd. Reeds in 1831 had Geldrop een stoommachine. Ook nu nog getuigen enkele monumenten van deze bloeiperiode, met name de gebouwen waarin nu het weverijmuseum Geldrop is gevestigd.

### Winkelen
De koopavond is op donderdagavond. In Geldrop is de weekmarkt elke woensdagmiddag van 12:30-17:00 uur op de Heuvel.

## Evenementen
Er zijn diverse evenementen in Geldrop. De Geldropse Avondvierdaagse wordt tot de meest geapprecieerde evenementen van de gemeente gerekend. Met carnaval wordt Geldrop ook wel Lappegat genoemd vanwege de textielnijverheid in het dorp. Daarnaast is er sinds 2018 een muziekevenement GeldropsPride genaamd. Dit evenement is georganiseerd om de acceptatie van LHBTi-ers te bevorderen. Ook organiseerd Kommus elk jaar het Kasteelfestival.

## Monumenten

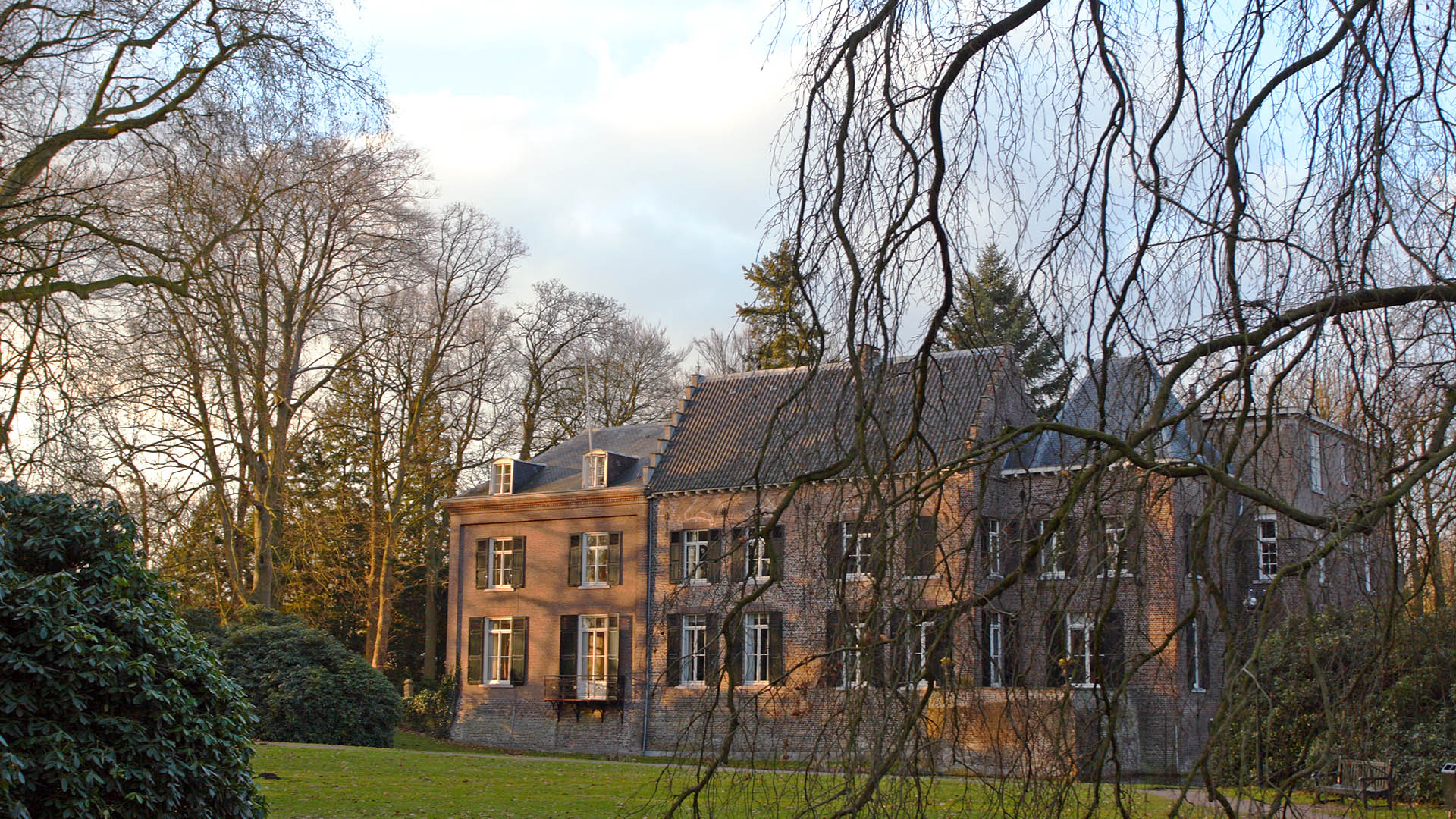
Kasteel Geldrop

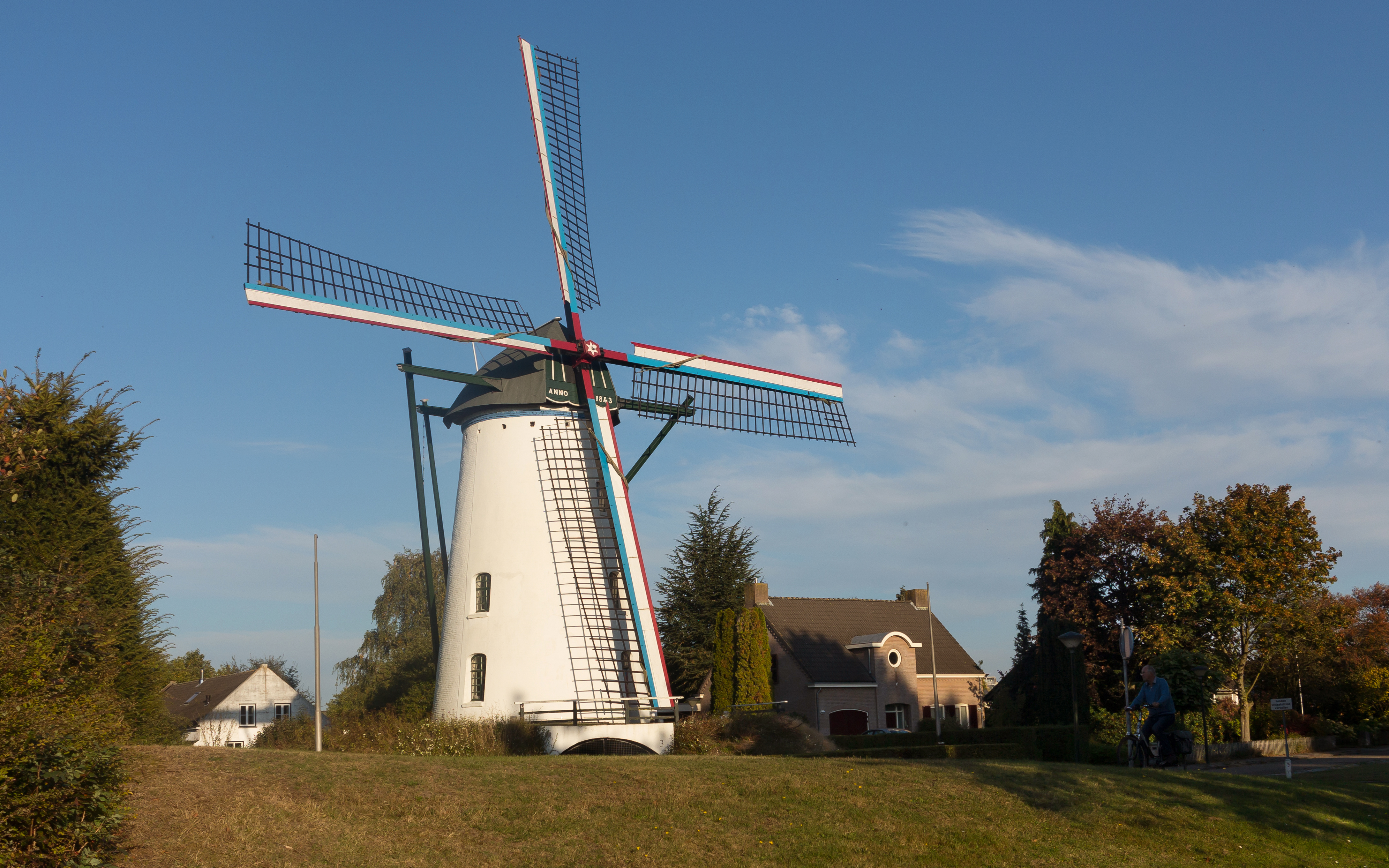
Geldrop, korenmolen 't Nupke

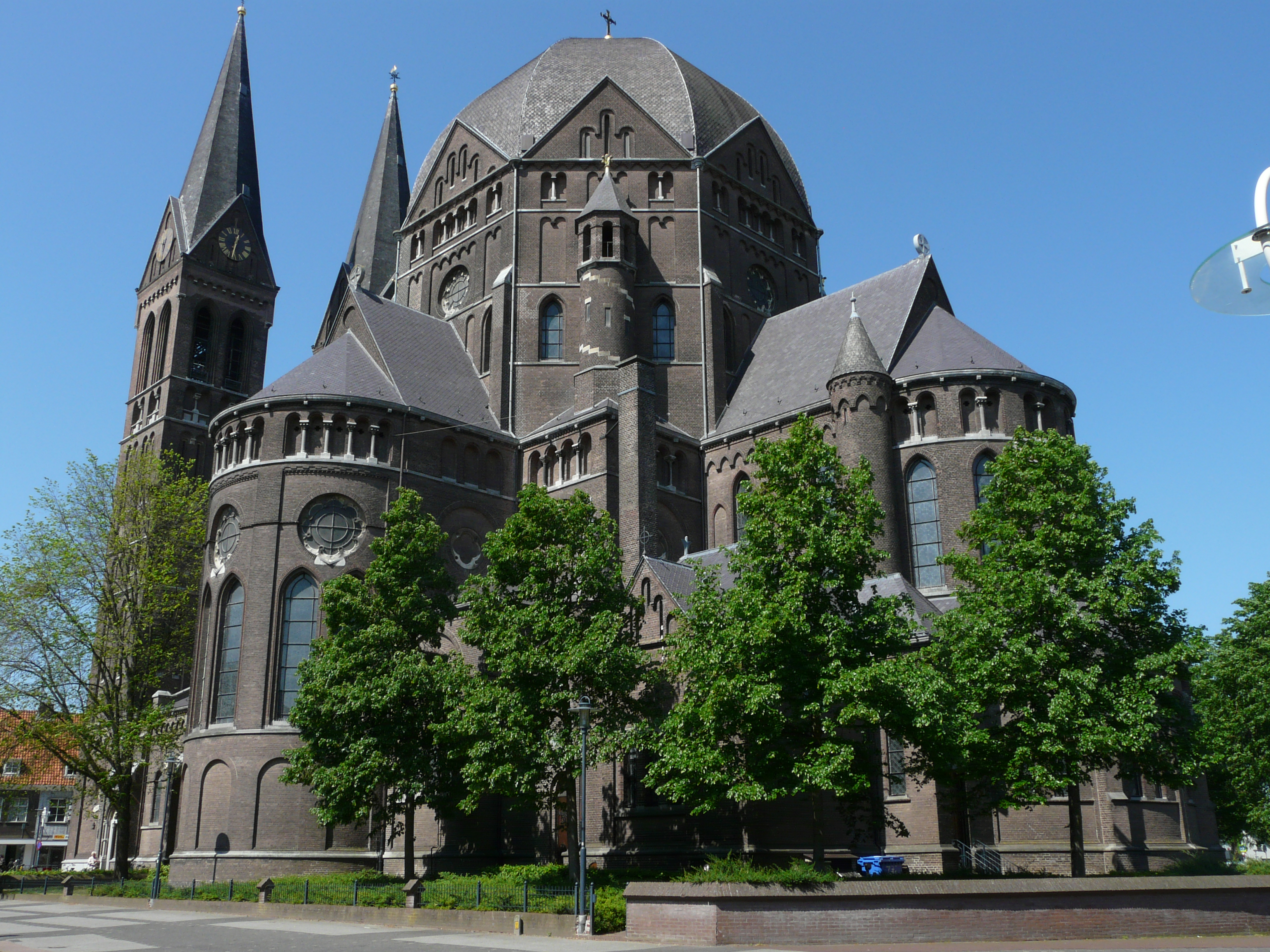
Sint-Brigidakerk

### Rijksmonumenten
- Kasteel Geldrop. Het middenpaviljoen dateert uit 1616. Dit heeft een zadeldak tussen trapgevels. Het is gebouwd op de fundamenten van het vroegere kasteel. De meeste aanbouwen en diverse bijgebouwen zoals het koetshuis, zijn jonger. Het aggregaathuisje uit omstreeks 1920 is curieus, daar het getuigt van de eigen elektriciteitsvoorziening van het kasteel. Het kasteelpark werd in 1870 aangelegd in Engelse landschapstijl. Kasteel en park bevinden zich in het centrum van Geldrop. In het kasteel bevinden zich onder andere een expositieruimte en een oudheidkamer. In het kasteel zijn verder ondergebracht: de heemkundekring, de gilden en een permanente collectie schilderijen van Teun Gijsen. Het kasteel wordt gebruikt als trouwlocatie.
- Korenmolen 't Nupke aan de Molenakker werd gebouwd in 1843. Het is een beltmolen. De windmolen kreeg de naam 't Nupke naar de vroegere naam van de grond waarop de molen is gebouwd. "Nupke" betekent onder meer een verhoging, een bult in het landschap. De molen bevindt zich niet ver van het station en werd in 1980 gerestaureerd.
- Fabriekspand uit 1854, aan de Heuvel 9 met bijbehorende fabriekspanden. Het behoorde toe aan de Wollenstoffenfabriek A. van den Heuvel en Zn. In 2003 werd het gerestaureerd.
- De Sint-Brigidakerk is een driebeukige kruisbasiliek met koepel uit 1891. Ze werd ontworpen door architect Carl Weber uit Roermond. De kerk is in neo-romanogotische stijl opgetrokken.
- De Maria- en Brigidakerk in Hoog Geldrop werd tussen 1879 en 1884 gebouwd naar een ontwerp van H.J. van Tulder.
- Het St. Vincentiusgebouw in Geldrop is gelegen aan de Langstraat. Het is een gebouw uit 1899. Het is een van de nog bestaande, eens zeer talrijke Sint-Vincentiushuizen, die sinds 1846 door de R.K. St. Vincentiusvereniging werden gesticht. Een Sint-Vincentiusvereniging was een parochiële instelling genoemd naar de Heilige Vincentius a Paolo met als taak de verzorging van de arme medemens. Het beeld op de gevel stelt de Heilige Elisabeth van Hongarije voor.
- Het station van Geldrop heeft een perronoverkapping met wachtkamer annex dienstgebouw uit 1912. Het ontwerp is van architect ir. G.W. van Heukelom. De spoorlijn verbindt Eindhoven met Weert. Deze lijn werd in 1904 door de Tweede Kamer goedgekeurd. Omdat de spoorlijn aanvankelijk een moerasachtig gebied doorkruiste, is ze boven op een dijklichaam gelegd. Oorspronkelijk lag oostelijk aan de voet van de dijk voor de overkapping het eigenlijke stationsgebouw. Deze is afgebroken in 1974. Bij de uitgang van het station ligt een voetgangerstunnel onder het spoor en de overkapping door. De tunnel is aangelegd in de jaren zestig van de twintigste eeuw. Ze behoort niet tot het beschermde monument. Het dienstgebouw bestaat uit een seinhuis, wisselwachters- en wachtlokaal. Tegenwoordig zijn hier ook stationsloketten en een rijschool in gevestigd. Het wisselwachterlokaal heeft erkers die uitzicht hebben over de spoorlijn. Het station is zeldzaam wegens opzet en constructie. Daarnaast is het exterieur nog bijzonder gaaf gebleven. Het geheel is als klein station van architectuurhistorische waarde.
- Langgevelboerderij 't Goor met jachtkamer uit 1869. Deze boerderij in de Mackenziestraat 4 is gebouwd voor de Geldropse textielfabrikant P.C.M. van den Heuvel, die nauwe banden onderhield met de plaatselijke kasteelheer. De jacht- en ontvangstkamer heeft een eigen ingang. Vanaf het woongedeelte bevinden zich achter de deuren: de koestal, de varkenshokken met paardenstal, de deel en de dorsschuur. Boven de drie stallen bevindt zich de tasruimte voor het hooi. De paardenstal met ruif, heeft een voerluik op de deel. De koestal is uitgevoerd als potstal. Ze is nog compleet met stalhouten waar de koeien worden aangebonden. Voor de kop van het bedrijfsgedeelte ligt op het erf de dorsberg. In de dorsschuur staat de dorsmachine. De aandrijving geschiedde door een paard, die lopend rond een spil een boom met tandwiel in beweging bracht. Het interieur van het woongedeelte bleef, met uitzondering van een enkele aanpassing, grotendeels ongewijzigd.
- Diverse statige fabrikantenwoningen en een voormalig raadhuis uit het einde van de 19e eeuw aan de Heuvel. Dit deel van Geldrop heeft daarmee een bijzonder gave aanblik gekregen.
- Arbeidershuisjes uit 1880 aan de Heggestraat 67-71.
- Antieke wegwijzer uit 1866. Dit fraaie gietijzeren exemplaar geeft de afstand nog aan in uren gaans. Deze nu zeldzame wegwijzer is te vinden op de hoek van de Mierloseweg en de Nuenenseweg.

### Gemeentelijke monumenten
Het aantal gemeentelijke monumenten is aanzienlijk. Een selectie hieruit:
- Broodfabriek. Een oud fabrieksgebouwtje aan de Laarstraat 6.
- Diverse statige woonhuizen
- Villa Nova aan de Nieuwendijk 46. Herenhuis/fabrikantenwoning, bouwjaar 1879 in Eclectische stijl geïnspireerd op  Hollands Classisisme; de Strakke StijlVariant.[6]
- Heilig Hartbeeld.
- Kempense langgevelboerderijen, waaronder Mierloseweg 23, Genoenhuizerweg 5, Genoenhuizerweg 7, Hout-Oost 9, Hulst 118, en een schuur op Hulst 87.
- Begraafplaats te Zesgehuchten.

### Musea
- Oudheidkamer op het kasteel Geldrop.  In de oudheidkamer zijn historische voorwerpen, gevonden in de Geldropse grond, zoals gebruiksvoorwerpen en ambachtswerktuigen van de vroegere nijverheid en een groot aantal documenten en foto's van geschiedkundige en heemkundige betekenis samengebracht.
- Weverijmuseum Geldrop met een collectie van industriële weefmachines zoals die in de lokale textielindustrie werden gebruikt.
- Werkplaats van Jan Klaassen. Dit is een particuliere verzameling poppenkastpoppen die op afspraak te bezichtigen is. Er zijn cursussen voor het maken van zulke poppen en er zijn voorstellingen voor kinderen.

## Natuur en Landschap
- De Strabrechtse Heide is een natuurreservaat van ruim 1500 hectare, liggend in de gemeenten Heeze-Leende en Someren. De Braakhuizense Heide, bestaand uit bos, heidevelden en enkele grote vennen, waaronder het Rootven lag vroeger in de gemeente Geldrop, maar valt tegenwoordig onder Heeze-Leende. De Strabrechtse Heide ontleent haar naam aan het gehucht Strabrecht onder Heeze. “Stra” verwijst naar een weg; "Brecht" wijst op een oude ontginning.
- De Kleine Dommel stroomt van zuid naar noord dwars door de bebouwde kom van Geldrop. Dit riviertje werd gekanaliseerd in de jaren 60 en 70 van de 20e eeuw, maar het kreeg in 1996 weer een meer natuurlijke bedding.
- Het Dommeldal slingert zich als een in breedte variërende groene zone midden door Geldrop. Het bestaat er uit met vaak nog min of meer natuurlijke beekdalgebieden, variërend van (soms nog handmatig gemaaide) beemden, moerasruigten, parken, plantsoenen en een aantal broekbossen. Een deel van de hooilanden wordt handmatig gemaaid, ten behoeve van de natuur. Er is een omvangrijk fiets- en wandelpadennetwerk aangelegd langs de Kleine Dommel. In het noorden strekt het enkele tientallen ha grote Hulsterbroek zich uit tussen het kasteelpark en het Eindhovensch kanaal. Het bestaat uit broekbossen, rietveldjes en stukjes verlande oude beeklopen. Zuidelijker, nabij boerderij 't Goor in de wijk Coevering ligt een ca. 20 ha groot, zeer moerassig en bijna ontoegankelijk broekbosgebied, dat zich ten zuiden van de A67 voortzet in de Goorse Zeggen, dat uitsluit bij de Strabrechtse Heide. Op het aan de overzijde van de Kleine Dommel gelegen beemdengebied bij de wijk de Akert probeert de gemeente in samenwerking met bewoners een natuurrijk wandelgebied met houtsingels te ontwikkelen.
- Het Kasteelpark is een mooi landgoed van 11 ha dat is aangelegd in de stijl van een Engelse landschapstuin en dat vrij toegankelijk is. Het omringt het kasteel van Geldrop. In de lente kan men er een fraaie stinsenflora bewonderen. Er zijn ook enkele bijzondere bomen, zoals een mammoetboom,[7] oosterse platanen, en een treurbeuk. Voorts is er sedert 1987 een kinderboerderij. Bij het kasteelpark hoort een ommuurde bloemen- en moestuin uit 1870 die 'de baron z'n hof' wordt genoemd. Deze heeft nog een oranjerie.
- Ten westen van Geldrop ligt een oud goed bewaard gebleven stuk oud cultuurlandschap, bedoeld als groene bufferzone tussen Eindhoven en Geldrop, waarvan een groot deel in eigendom en beheer is van Stichting Het Brabants Landschap onder de naam Gijzenrooise Zegge. In die zone liggen (op Eindhovens gebied) ook de gehuchten Riel en Gijzenrooi, waarvan het eerste een aantrekkelijk en beschermd dorpsgezicht betreft.
- Ten zuiden van Geldrop bevindt zich de Braakhuizense Heide: een dekzandgebied met vennen, heide en naaldbos. Dit sluit aan bij de Strabrechtse Heide.
- Ten oosten van Geldrop ligt de Molenheide, een uitgestrekt grovedennebos dat zich uitstrekt tot aan Mierlo. Verspreid door het gebied liggen enkele kleinere heideveldjes: Ten zuiden van de Sluisstraat, aan het einde van de Rederijklaan de Coeveringse Heide en op de vroegere gemeentegrens met Mierlo het Lisven, waar de heide is opgeschoond.
- Het Eindhovens Kanaal vormt de noordgrens van het Geldropse deel van de gemeente Geldrop-Mierlo. Er ligt een fietspad langs.

## Verenigingen
Verenigingen in Geldrop die op Wikipedia worden beschreven, zijn:
- TTV Unicum
- Hockey Geldrop
- VV Geldrop
- SV Braakhuizen
- Golfclub Riel

## Vervoer en verkeer
Geldrop is bereikbaar via de A67 en de A270.
Openbaar vervoer per trein is er via station Geldrop op de spoorlijn Eindhoven - Weert.
Openbaar vervoer per bus is er via Hermes (Bravo: overkoepelende naam van het ov in Noord-Brabant) met onder andere lijnen 24, 320 en 324.

## Geboren in Geldrop
- Jozef Zeeland (1831-1904), missionaris in de V.S.[8]
- Willem Ahlbrinck (1885-1966), missionaris in Suriname
- Gijsbertus Jaspers (1871-1900), missionaris in China
- Pieter Roelof Michaël (1892-1985), hoogleraar en chirurg
- Adriaan Delen (1895-1967), burgemeester
- Dries van Agt (1931-2024), jurist, premier van Nederland (1977-1982) en diplomaat; ereburger
- Abel Cahen (1934), architect
- Piet Smolders (1940), ruimtevaartdeskundige en journalist
- Lambert Maassen (1941-2018), voetballer
- Hans van Agt (1943-2024), politicus
- Thijs van Kimmenade (1946-2023), beeldend kunstenaar
- Adri van der Heijden (1951), schrijver
- Apollonia van Ravenstein (1952), fotomodel, actrice
- Fred van Iersel (1954-2023), theoloog, bijzonder hoogleraar en hoofdaalmoezenier
- Gerben Vreugdenhil (1961), politicus
- Guido Imbens (1963), econoom en Nobelprijswinnaar
- Mariëlle Paul (1966), politica
- Cas Mudde (1967), politiek wetenschapper
- Viktor Horsting (1969), modeontwerper van Viktor & Rolf
- Marina Starmans-Gelijns (1969), politica
- Ernest Faber (1971), voetballer en voetbaltrainer
- Carla Geurts (1971), zwemster
- Sander van Heeswijk (1972), hockeyer
- Art Rooijakkers (1976), journalist, presentator en programmamaker
- Thijs Slegers (1976-2023), persvoorlichter en sportjournalist
- Martijn van de Leur (1977), tafeltennisser
- Pieter Henket (1979), fotograaf
- Nuelson Wau (1980), voetballer
- Marcel Balkestein (1981), hockeyer
- Nyron Wau (1982), voetballer
- Nguyễn (Danny) van Bakel (1983), voetballer
- Lara Stone (1983), model
- Marije te Raa (1984), atlete
- Alexander Smit (1985), honkballer
- Mink van der Weerden (1988), hockeyer
- Robbert de Greef (1991-2019), wielrenner
- Joep Zweegers (1992), voetballer
- Jeffrey Herlings (1994), motorcrosser
- Ilona Lucassen (1997-2020), judoka
- Shurandy Sambo (2001), voetballer
- Dennis Vos (2001), voetballer

## Woonachtig (geweest) in Geldrop
- Pieter van den Hoogenband (1978), zwemmer, olympisch kampioen
- De Stoopjes, feestduo
- Joost Möller (1967), politicus